# Rue Guibal
Pour les articles homonymes, voir Guibal et Rue Guibal (Marseille).
La rue Guibal est une voie du centre de la commune de Nancy, sise au sein du département de Meurthe-et-Moselle, en région Lorraine.

## Situation et accès
La rue Guibal, qui possède une direction générale nord-sud, est comprise au sein de la Ville-neuve, à proximité de la place Stanislas, elle appartient administrativement au quartier Charles III - Centre Ville.
Elle relie la Rue Sainte-Catherine, au nord, à la place d'Alliance et aux rues Girardet et Pierre-Fourier, au sud.

## Origine du nom
Elle est nommée d'après Barthélemy Guibal (1699-1757).

## Historique
À sa création en 1750, la voie fut initialement dénommée « Rue Bailly », nom que porte encore la voie prolongeant au sud la rue Guibal.
Après avoir porté le nom de « rue Sainte-Catherine », « rue des Frères », « rue Racine », « petite rue d'Alliance » avant de prendre son nom actuel le 17 février 1867.

## Bâtiments remarquables et lieux de mémoire
C'est la plus petite rue de Nancy avec 20 mètres de long.
Elle est bordée par les façades latérales de deux batiments classés: l'immeuble 5 bis rue Lyautey et l'hôtel du Baron Vincent.

vue de la place d'Alliance
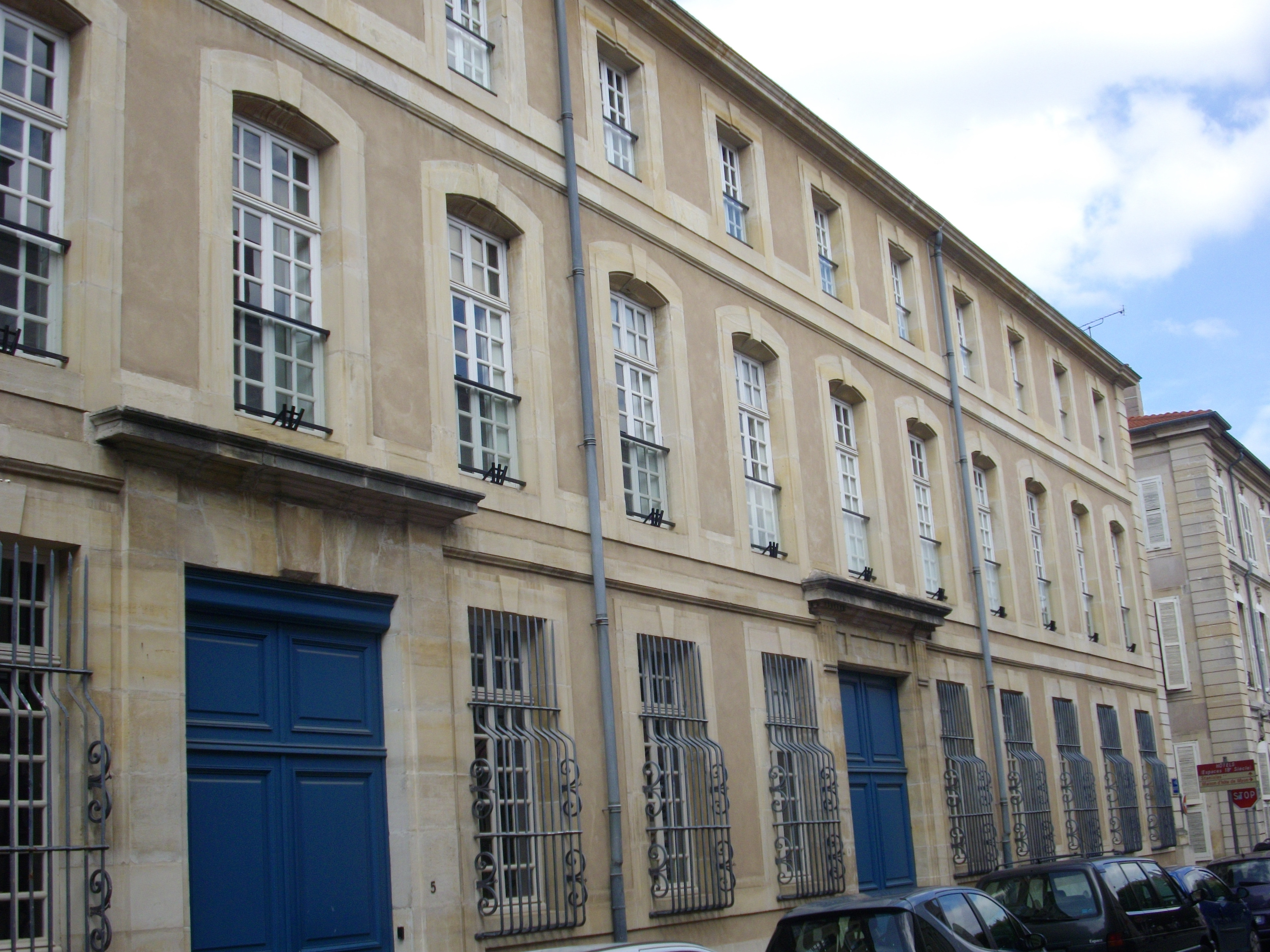
à gauche de la rue, l'hôtel du Baron Vincent;
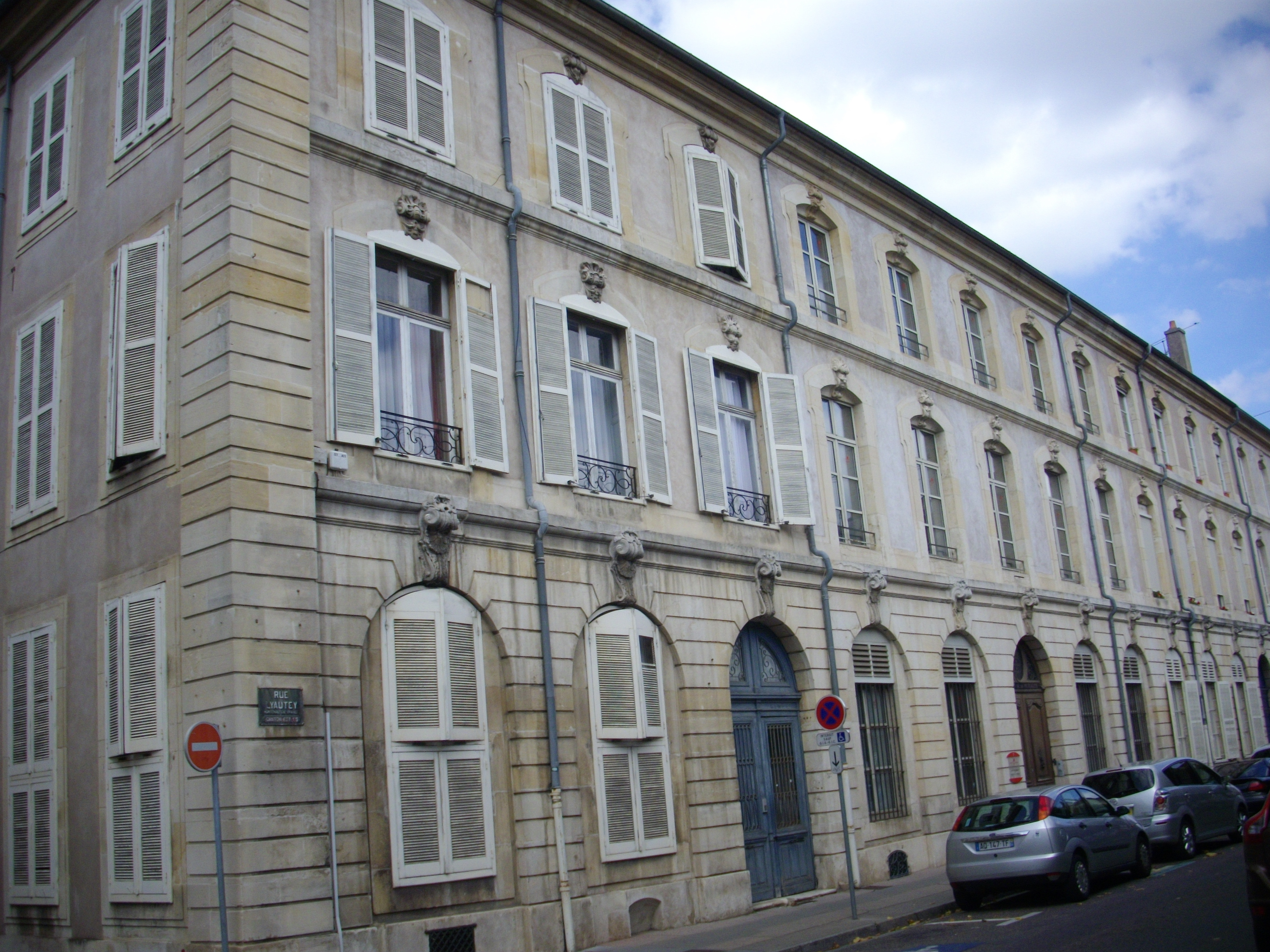
à droite, le 5 bis rue Lyautey.